# Igreja de Nossa Senhora da Conceição de Almofala
A Igreja de Nossa Senhora da Conceição de Almofala localiza-se no distrito de Almofala, no município de Itarema, no estado do Ceará, no Brasil. O templo, em estilo barroco, é um exemplo da arquitetura jesuítica, sendo a principal atração turística do município.

## História

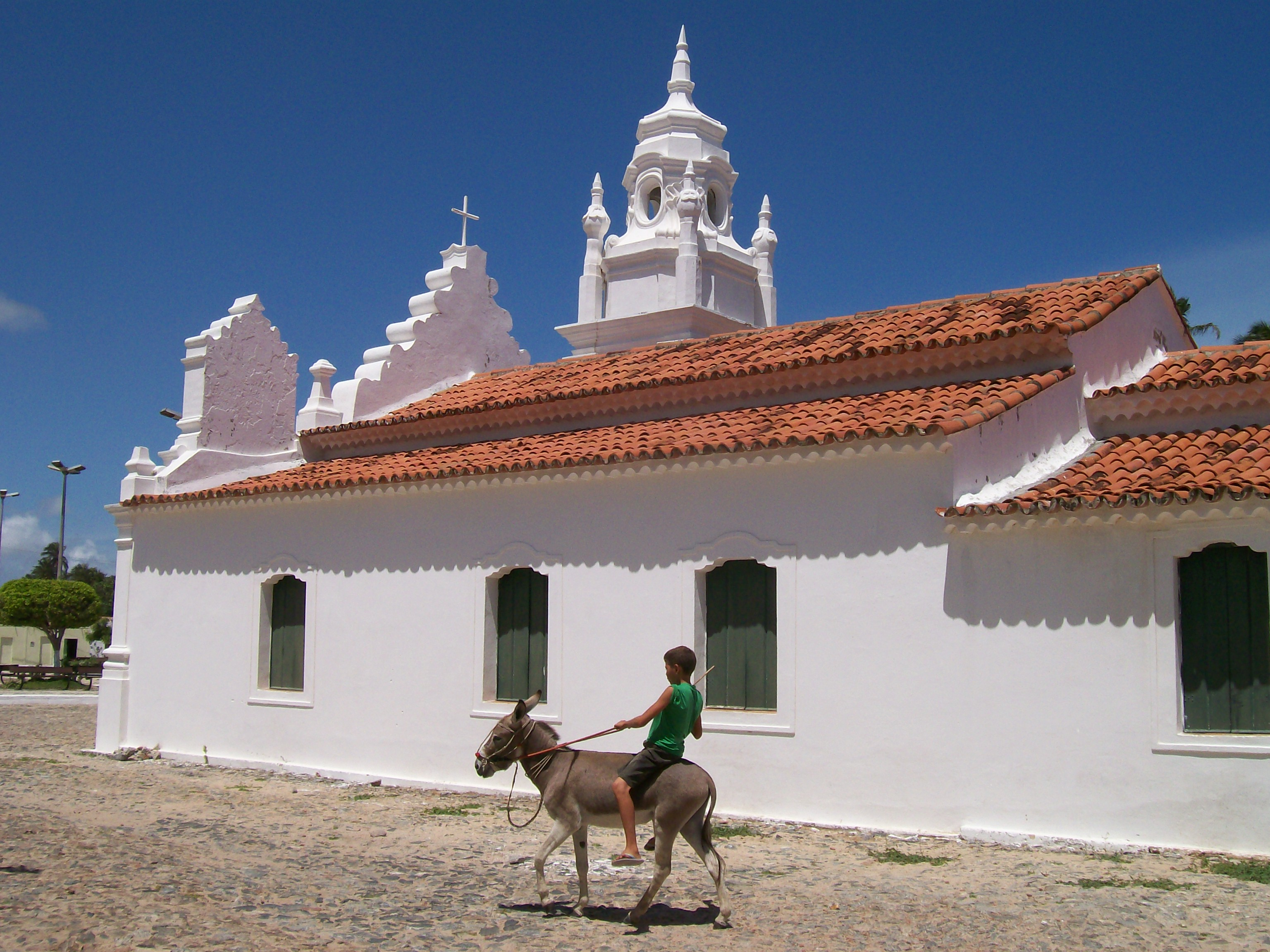
Vista lateral da igreja

Primeiro uma capela foi erguida pelos religiosos da Companhia de Jesus para a evangelização dos índios Tremembé sob o reinado de João V de Portugal.
Posteriormente, em 1712, sob os cuidados da Irmandade da Nossa Senhora da Conceição, concluíram as obras da atual igreja. Embora não se conheça o autor do seu projeto, sabe-se que José Lopes Barbalho e Francisco Roza trabalharam nela.
Em fins do século XIX foi soterrada por uma duna móvel (1897), ressurgindo em 1940-1943.Em seguida imagens e o sino da igreja, com resistência dos Tremembé, foram transferidas pelo padre Antônio Thomas para o Tanque do Meio(Itarema). Em janeiro de 1944 as imagens voltaram ao altares da Igreja.
Encontra-se tombada em desde 1980 e recuperada pelo Instituto do Patrimônio Histórico e Artístico Nacional desde 1984 ([[Trabalho de Recuperação de
1983 a 1984]]?).

## Referência na literatura cearense
A Igreja de Nossa Senhora da Conceição de Almofala e a Praia de Almofala foram referenciadas e eternizadas no livro "Oração para desaparecer", escrito pela escritora cearense Socorro Acioli e tem extrema importância para o desenvolvimento da trama. Para escrever o livro, Acioli foi à igreja, conversou com moradores locais e ouviu suas percepções sobre o templo e a sua história. Em 2024, o livro foi escolhido como semifinalista do Prêmio Jabuti na categoria romance literário.